# 烏克蘭國家男子籃球隊
烏克蘭國家籃球隊是烏克蘭的國家男子籃球隊，由烏克蘭籃球聯盟管理。在1991年之前，烏克蘭國家籃球隊是蘇聯國家籃球隊的一員。烏克蘭國家籃球隊成立於1992年。烏克蘭雖然尚未參加過奧運會籃球比賽，但參加了2014年籃球世界杯，這是烏克蘭首次參加籃球世界杯的賽事。
2022年3月下旬，P. LEAGUE+高雄鋼鐵人在2022年俄羅斯入侵烏克蘭之際資助三名隊職員與一名眷屬前往臺灣躲避戰火。